# Investigation (émission de télévision)
Pour les articles homonymes, voir Investigation.
Investigation est une émission télévisée belge d'investigation de la RTBF présentée par Justine Katz et diffusée sur La Une depuis le 29 avril 2020..

## Historique
L'émission Investigation a été créée en 2020 notamment pour remplacer les deux émissions d'investigation Devoir d'enquête et Questions à la Une fraichement déprogrammées. 
La première diffusion était censée avoir lieu le mercredi 25 mars 2020 mais sera reportée en raison de la crise du coronavirus. Ce sera l'émission Questions en prime présentée par Sacha Daout ainsi que par Justine Katz qui sera finalement diffusée ce mercredi 25 mars.

## Description
Présentée par Justine Katz, la « nouvelle cellule d'enquêtes « multisupports » » s'intéresse à tous les domaines de préoccupation des Belges. Sa programmation est prévue pour les mercredis soir, conformément à ses prédécesseurs Devoir d'enquête et Questions à la Une. La cellule rédactionnelle de l'émission rassemble les journalistes de ces deux émissions dont Laurent Mathieu et Malika Attar ainsi des journalistes de la rédaction quotidienne,.
L'émission est produite par Sébastien Nollevaux également avec l'aide de Justine Katz.
Le format de l'émission consiste en une ou deux enquêtes portant chacune sur un thème précis et avec une durée totale de plus ou moins 80 minutes.
La production de près de 75 % des enquêtes est censée être réalisée par l'équipe de l'émission et les 25 autres pourcents sont consacrés à des achats extérieurs.